# Hesychotypa punctata
Hesychotypa punctata là một loài bọ cánh cứng trong họ Cerambycidae.